# Johan Löfvén
Johan Löfvén, född 22 mars 1850 i Västerlövsta socken, död 9 december 1912 på Lidingö, var en svensk folkskollärare och skolrektor.
Johan Löfvén var son till bonden Anders Olsson. Efter studier vid Uppsala folkskoleseminarium 1873-1876 anställdes han vid Stockholms folkskolor där han snart kom att ingå i en grupp som träffades hos Johan Olof Lindgren för bibelsamtal och uppmuntrades där att skapa en skola för kristna föräldrar, och påverkades till att göra slag i saken genom det så kallade "Mariakriget" som orsakades av folkskollärarnas konflikt med inspektören Carl Meijerberg. År 1878 startade han Primär- och elementarskolan i Stockholm och startade 1879 även ett småskoleseminarium med Alma Detthow som föreståndare. Under de följande åren utvidgades verksamheten genom att ta över Hammarstedtska skolan och Clara Strömbergs skola och flyttade 1881 till Brunkebergstorg där man fortsatte verksamheten under namnet Ateneum för flickor. 1881-1906 var Löfvén skolans rektor. Sedan skolan 1886 blivit aktiebolag 1886 var Löfvén ledamot av styrelsen, 1886-1908 som kassaförvaltare och sekreterare och från 1908 som ordförande. 
Johan Löfvén var även kassaförvaltare i Stockholms lutherska söndagsskoleförening 1881-1885, ledamot av styrelsen för Evangeliska Fosterlandsstiftelsen från 1888, suppleant i styrelsen för KFUM 1888-1890, ledamot av styrelsen frö EFS:s förlagsexpedition 1889-1912, ordförande för Föreningen Folkskolans vänner från 1901, ledamot av styrelsen för Sällskapet för folkundervisningens främjande från 1904 och ordförande i Evangeliska Fosterlandsstiftelsens inländska missionsutskott från 1906.